# Boiga saengsomi
Espèce
Statut de conservation UICN

 EN B1ab(iii) : En danger
Boiga saengsomi est une espèce de serpents de la famille des Colubridae.

## Répartition
Cette espèce est endémique du sud de la Thaïlande.

## Étymologie
Son nom d'espèce lui a été donné en l'honneur de Buntot Saengmahasom qui a collecté le spécimen décrit.

## Publication originale
- Nutphand, 1985 : Subfamily Boiginae. Ngoo kheeo dong lai. New species identification, Thai Zoological Center, vol. 1, n. 1[2].